# Métro de Rome
Le métro de Rome (en italien : metropolitana di Roma) est l'un des moyens de transport en commun desservant la ville métropolitaine de Rome Capitale. Inauguré en 1955, ce qui en fait le plus vieux métro d'Italie, il comprend actuellement trois lignes en exploitation, pour 61 kilomètres de voies et 75 stations. La ligne A relie Battistini à l'ouest à Anagnina au sud-est. La ligne B fait la jonction entre Laurentina au sud et Jonio, ainsi que Rebibbia, au nord. La ligne C, à conduite automatique, relie Monte Compatri - Pantano à l'est à San Giovanni dans le centre-ville.
Le métro de Rome, qui permet le transport de plus de 330 millions de passagers annuellement, est géré par la société Azienda Tramvie ed Autobus del Comune di Roma (ATAC S.p.A.), contrôlée par la municipalité de Rome.
L'offre de transport en commun lourd à Rome est complétée par deux lignes de chemin de fer de surface contrôlées également par ATAC et huit lignes de chemins de fer régionaux (Ferrovie Laziali), FL1 à FL8, desservant essentiellement l'agglomération romaine gérées par la compagnie de chemins de fer italiens, Trenitalia. Toutes ces lignes sont utilisées dans le cadre d'un ensemble tarifaire unifié.
Le réseau est limité en comparaison avec d'autres grandes villes européennes de taille similaire. La présence massive de vestiges archéologiques dans les sous-sols de la ville, particulièrement dans le centre, explique en partie cette situation.

## Histoire

### Projet initial
Dans les années 1930, le gouvernement fasciste commence les travaux du métro, avec comme premier objectif d'ouvrir une liaison rapide entre la gare de Rome-Termini et le nouveau quartier appelé E42, pour Esposizione Universale di Roma, prévu pour l'exposition universelle de 1942. L'inauguration n'a cependant jamais lieu à cause de l'entrée dans la Seconde Guerre mondiale de l'Italie en 1940. Certaines galeries existantes lors de l'interruption des travaux (partie correspondant à l'actuelle ligne B entre Termini et Piramide) servent d'abri anti-aérien durant les bombardements.

### Inauguration et seconde ligne

#### Inauguration de la première ligne, la ligne B (1955)
Les travaux reprennent en 1948 alors que le quartier prévu pour l'Exposition universelle de Rome devient un quartier d'affaires et prend le nom de l'EUR, acronyme de l'exposition. La ligne est inaugurée par le président de la République Luigi Einaudi le 9 février 1955. Depuis longtemps, les Romains pensent à un réseau de métro comme à Paris ou Londres, mais d'innombrables causes (bureaucratie, désaccords sur les priorités, révisions des plans et découvertes archéologiques continuelles) en retardent la construction.

#### Construction difficile et inauguration de la seconde ligne, la ligne A, en 1980
En 1959, une loi approuve la construction et assure le financement par l'État de la deuxième ligne de métro, d'Osteria del Curato (mieux connu sous le nom d'Anagnina) jusqu'au quartier de Prati, en passant par le centre de Rome et en croisant la ligne déjà existante à la gare Termini.
Les projets d'expansion du métro semblent alors sans limite. Le plan régulateur général de Rome, adopté par le Conseil communal en 1962 et approuvé en 1965, prévoit quatre lignes de métro dont la longueur totale atteindrait 110 km.
En attendant, les travaux de la seconde ligne commencent en 1964 dans la zone de la via Tuscolana. Ils sont alourdis par une série de retards et d'incertitudes, principalement en raison d'une mauvaise organisation. Il est initialement prévu de travailler à ciel ouvert, mais cette manière de faire paralyse tellement la circulation dans la zone sud-est de Rome que les travaux sont arrêtés. Ils reprennent cinq ans plus tard en creusant des tunnels. Mais, même si la circulation s'en trouve moins gênée, les vibrations induites causent de graves dégâts aux édifices situés à proximité du tracé des travaux.
Les travaux sont aussi émaillés de fréquentes découvertes archéologiques. Le sous-sol de la capitale, très riche en vestiges, se prête moins bien aux travaux que celui d'autres villes, comme le montre le film Fellini Roma. Il est ainsi nécessaire de modifier le tracé dans la zone de la place de la République. Les ruines mises à nu sont visibles dans la station Repubblica - Teatro dell'Opera, protégées par des plexiglas. La ligne entre en service en juin 1980, à partir d'Anagnina à Ottaviano - San Pietro - Musei Vaticani et prend le nom de la ligne A. La ligne de Termini à Laurentina est appelée ligne B.

### Extensions et troisième ligne mise en service en 2014

#### Extensions des deux premières lignes
Au début des années 1990 entre en service le prolongement de la ligne B de la gare Termini à Rebibbia (vers le nord-est), tandis que la section existante est profondément renouvelée. La voie est également prolongée de la station EUR Fermi à la station Laurentina et permet l'ouverture d'une nouvelle station, Marconi, l'ancienne station de EUR Marconi prenant le nom de EUR Palasport.
En 2000 entre en service le prolongement de la ligne A d'Ottaviano - San Pietro - Musei Vaticani à Battistini. Les travaux pour une nouvelle branche de la ligne B vers le quartier de Montesacro commencent en 2005 et se terminent en 2012, mois où la section entre Laurentina et Conca d'Oro ouvre. Trois ans plus tard, la branche gagne une station, Jonio.

#### Inauguration de la troisième ligne, automatique, en 2014
La ligne de surface dite Roma-Pantano vers l'est a été transformée en ligne C du métro. Les travaux de la troisième ligne du métro romain débutent en 2007. Les premiers véhicules arrivent en décembre 2010. Les travaux prennent un retard considérable, dont une partie est causée par des découvertes archéologiques. Le premier tronçon, comprenant quinze stations, est finalement inauguré le 9 novembre 2014 entre Monte Compatri - Pantano et Parco di Centocelle, soit 12,5 km.
Six nouvelles stations, à l'ouest, sont ouvertes le 29 juin 2015 entre Parco di Centocelle et Lodi, soit 5,4 km.
Un tronçon de 0,6 km avec une seule station San Giovanni, est inauguré – avec beaucoup de retard – le 12 mai 2018, étape importante puisqu'elle permet la correspondance de la ligne C avec la ligne A.
| date             | ligne   | section ou station                           | Longueur (en km) | Nombre de stations |
| ---------------- | ------- | -------------------------------------------- | ---------------- | ------------------ |
| 10 février 1955  | ligne B | Termini - EUR Fermi                          | 11,0             | 11                 |
| 16 février 1980  | ligne A | Ottaviano - Cinecittà                        |                  | 21                 |
| 11 juin 1980     | ligne A | Cinecittà - Anagnina                         |                  | 1                  |
| 8 décembre 1990  | ligne B | Termini - Rebibbia                           | 7,9              | 8                  |
| 12 mars 1993     | ligne B | Marconi                                      | 0                | 1                  |
| 13 décembre 1995 | ligne B | Ponte Mammolo                                | 0                | 1                  |
| 29 mai 1999      | ligne A | Ottaviano - Valle Aurelia                    | 2,0              | 2                  |
| 1er janvier 2000 | ligne A | Valle Aurelia - Battistini                   | 2,5              | 3                  |
| 23 juin 2003     | ligne B | Quintiliani                                  | 0                | 1                  |
| 12 juin 2012     | ligne B | Bologna - Conca d'Oro                        | 3,9              | 3                  |
| 9 novembre 2014  | ligne C | Monte Compatri-Pantano - Parco di Centocelle | 12,5             | 15                 |
| 21 avril 2015    | ligne B | Conca d'Oro - Jonio                          | 1,1              | 1                  |
| 29 juin 2015     | ligne C | Parco di Centocelle - Lodi                   | 5,4              | 6                  |
| 12 mai 2018      | ligne C | Lodi - San Giovanni                          | 0,6              | 1                  |

## Aperçu général
Le réseau du métro est long de 61 km depuis l'extension de la ligne C vers l'ouest en 2018. Les lignes A et B se croisent à la station Termini, qui se situe sous la gare ferroviaire de Rome-Termini des chemins de fer (exploités par la société Trenitalia) qui est, jusqu'en 2018, la seule station de correspondance du réseau, étant donné que la ligne C n'en croise pas encore d'autre. La nouvelle station San Giovanni de la ligne C est alors inaugurée, permettant le raccordement avec la ligne A et faisant ainsi de cette station la deuxième station de correspondance du réseau du métro de Rome.
| Ligne | Parcours                                | Mise en service | Dernière extension | Longueur (en km) | Nombre de stations | Matériel roulant        |
| ----- | --------------------------------------- | --------------- | ------------------ | ---------------- | ------------------ | ----------------------- |
| (MA)  | Battistini ↔ Anagnina                   | 1980            | 2000               | 18,4             | 27                 | CAF S/300               |
| (MB)  | Laurentina ↔ Rebibbia / Jonio           | 1955            | 2015               | 23,9             | 26                 | MB 100 CAF S/300        |
| (MC)  | Monte Compatri - Pantano ↔ San Giovanni | 2014            | 2018               | 18,5             | 22                 | AnsaldoBreda Driverless |

### Ligne A
La ligne A (27 stations et 18,4 km) relie l'ouest de Rome près du Vatican aux banlieues populaires du sud-est. En partant du terminus de Battistini jusqu'à celui d’Anagnina, les principaux arrêts sont : 
- Ottaviano - San Pietro - Musei Vaticani pour les musées du Vatican et la basilique Saint-Pierre.
- Flaminio pour la Piazza del Popolo et le parc Villa Borghèse.
- Spagna qui dessert la place d'Espagne.
- Barberini pour la place homonyme, la Via Veneto et la Fontaine de Trevi.
- San Giovanni pour la basilique Saint-Jean de Latran.
- Cinecittà pour la cité du cinéma homonyme.

La ligne est complètement souterraine hormis un pont sur le Tibre. Les travaux ont été fortement ralentis par les découvertes archéologiques (d'où un surcoût).

### Ligne B
Avec 26 stations au total, la ligne B (23,9 km dont 13 km en souterrain) relie les terminus de Laurentina au sud de Rome à Rebibbia et Jonio au nord. Deux services sont exploités : un de Laurentina à Rebibbia et vice versa, un autre de Laurentina à Jonio et vice versa.
Les principaux arrêts sont : 
- EUR Fermi, dans le quartier construit pour l'Exposition universelle (EUR), de 1942, qui n'a jamais lieu.
- Basilica San Paolo qui dessert la basilique Saint-Paul-hors-les-murs.
- Garbatella pour le musée Centrale Montemartini.
- Piramide qui donne accès la gare d'Ostiense, la Pyramide de Cestius et le Testaccio.
- Circo Massimo (Cirque Maxime) qui dessert le siège de la FAO,
- Colosseo (station du Colisée).
- Tiburtina, pour la gare de banlieue du même nom.
- Ponte Mammolo pour la gare routière.

Le trafic total est d'environ 750 000 passagers par jour en moyenne. Aux heures de pointe, la desserte est assurée par une rame toutes les 4 minutes.

### Ligne C
La ligne C du métro de Rome est ouverte en 2014, avec 15 stations, puis six autres l'année suivante. Ce n'est qu'en 2018 que la jonction avec la ligne A est réalisée, par l'ouverture de la station San Giovanni. La ligne C relie désormais San Giovanni à Monte Compatri - Pantano sur 18,5 km et dessert 22 stations. Entièrement automatisée, elle est équipée d'un matériel AnsaldoBreda et emprunte une partie importante de son tracé à l'ancienne ligne ferroviaire reliant Rome à Fiuggi. Une extension de la ligne vers le nord-ouest est en cours de construction.

## Accidents
Le 17 octobre 2006 vers 10 heures, deux rames sont entrées en collision à la station Vittorio Emanuele de la ligne A. L'accident fait un mort et 110 blessés. Le 23 octobre 2018 en soirée, l'effondrement d'un escalier mécanique de la station Repubblica fait une vingtaine de blessés, dont un grave.

## Exploitation
Un accord de rénovation des deux premières lignes de métro a été signé le 22 janvier 2019 entre la maire de Rome, Virginia Raggi, et le ministre italien des transports, Danilo Toninelli.

### Matériel roulant
| Type de véhicule        | Livraison | Suppression                                                                 | Constructeur                     | Nombre de rames fabriquées | Ligne(s) desservie(s) | Illustration |
| ----------------------- | --------- | --------------------------------------------------------------------------- | -------------------------------- | -------------------------- | --------------------- | ------------ |
| MR 100 / 200            | 1955-1956 | 1987 (transférées au Chemin de fer Rome-Lido) 2010 (suppression définitive) | Officine Meccaniche della Stanga | 40                         |                       |              |
| MR 300                  | 1976      | 1987 (transférées au Chemin de fer Rome-Lido) 2009 (suppression définitive) | Officine Meccaniche della Stanga | 16                         |                       |              |
| MA 100                  | 1976-1979 | 2005 (transférées au Chemin de fer Rome-Lido) 2018 (suppression définitive) | Ansaldo, Breda                   | 38                         |                       |              |
| MB 100                  | 1987-1992 | en service                                                                  | Ansaldo, Breda, Fiat Ferroviara  | 31                         |                       |              |
| MA 200                  | 1999      | 2012 (transférées au Chemin de fer Rome-Lido)                               | Ansaldo, Breda, Fiat Ferroviara  | 20                         |                       |              |
| CAF S/300               | 2005-2009 | en service                                                                  | CAF                              | 71                         |                       |              |
| AnsaldoBreda Driverless | 2014      | en service                                                                  | AnsaldoBreda                     | 15                         |                       |              |

Lors de l'ouverture de la ligne B en 1955, 18 trains MR100 et les 22 MR200 ont été utilisés. Ils furent transférés au chemin de fer Rome-Lido en 1987 pour être remplacés par des trains de la série MB100 introduits la même année, non seulement pour remplacer les trains vieillissants MR100 et MR200 mais aussi pour faire face à une augmentation du nombre de passagers à la suite de l'ouverture du prolongement vers l'est de Rebibbia. Au total ce sont 31 rames complètes composées de 6 voitures en aluminium ont été livrées entre 1986 et 1990, conformément au programme fixé au contrat. Les caisses furent fournies par la société Alusuisse. Ces véhicules furent fabriqués par la société Breda, puis AnsaldoBreda. Depuis 2010, la ligne B utilise également un matériel plus récent. Ces véhicules furent fabriqués par la société CAF. En 2012, 15 rames supplémentaires CAF MB400 sont commandées pour les extensions et équipent la ligne à partir de 2014. Au total 18 rames S/300 (MB400) circulent sur la ligne.
Le premier matériel roulant utilisé sur la ligne A était les 152 véhicules de la série MA100 fonctionnant en formation de 4 voitures, augmentés plus tard à 6 voitures en raison de la demande accrue de passagers. À la fin des années 1990, les 20 trains de trois véhicules de la série MA200 ont commencé à fonctionner sur la ligne A. C'était le premier type de train de métro de Rome à utiliser des moteurs asynchrones triphasés avec entraînement électronique comme système de traction. La série MA200 fut sujette à problèmes techniques et était à l'origine destinée uniquement à la ligne B avant d'être transférée à la ligne A. En janvier 2005, les séries MA100 et MA200 ont commencé à être remplacées par une nouvelle conception de trains, les S/300, climatisés, construits par la société espagnole CAF, identifiée comme série MA300. Pour cette raison, les séries MA100 et MA200 ont été transférées sur le chemin de fer Rome-Lido. Le matériel roulant de la ligne A est constitué de 33 rames CAF S/300, partie d'une commande de 45 trains passée à CAF en 2001, livrés entre 2003 et 2007.
Une commande complémentaire de 20 trains, 15 pour la ligne B et 5 pour la ligne A, a été lancé en novembre 2019.
Quinze trains de six véhicules MC100 équipent la ligne C depuis son ouverture en 2014. Ce sont des véhicules sans conducteur construits par la société Ansaldobreda. Quinze autres trains sont prévus pour être livrés lors de la mise en service complète de la ligne.
Les véhicules des trois lignes utilisent utilisent une énergie de traction sous 1.500 Vcc.

### Dépôts et ateliers
Le dépôt-atelier de la ligne A se situe à Osteria del Curato. La connexion de la ligne au depôt se trouve entre les stations de Cinecittà et Anagnina. Le dépôt-atelier de Magliana est partagé entre la ligne B et la ligne Roma - Lido di Ostia. Il se situe juste après la station de Eur Magliana, sur le parcours de la Rome-Ostia.

## Projets

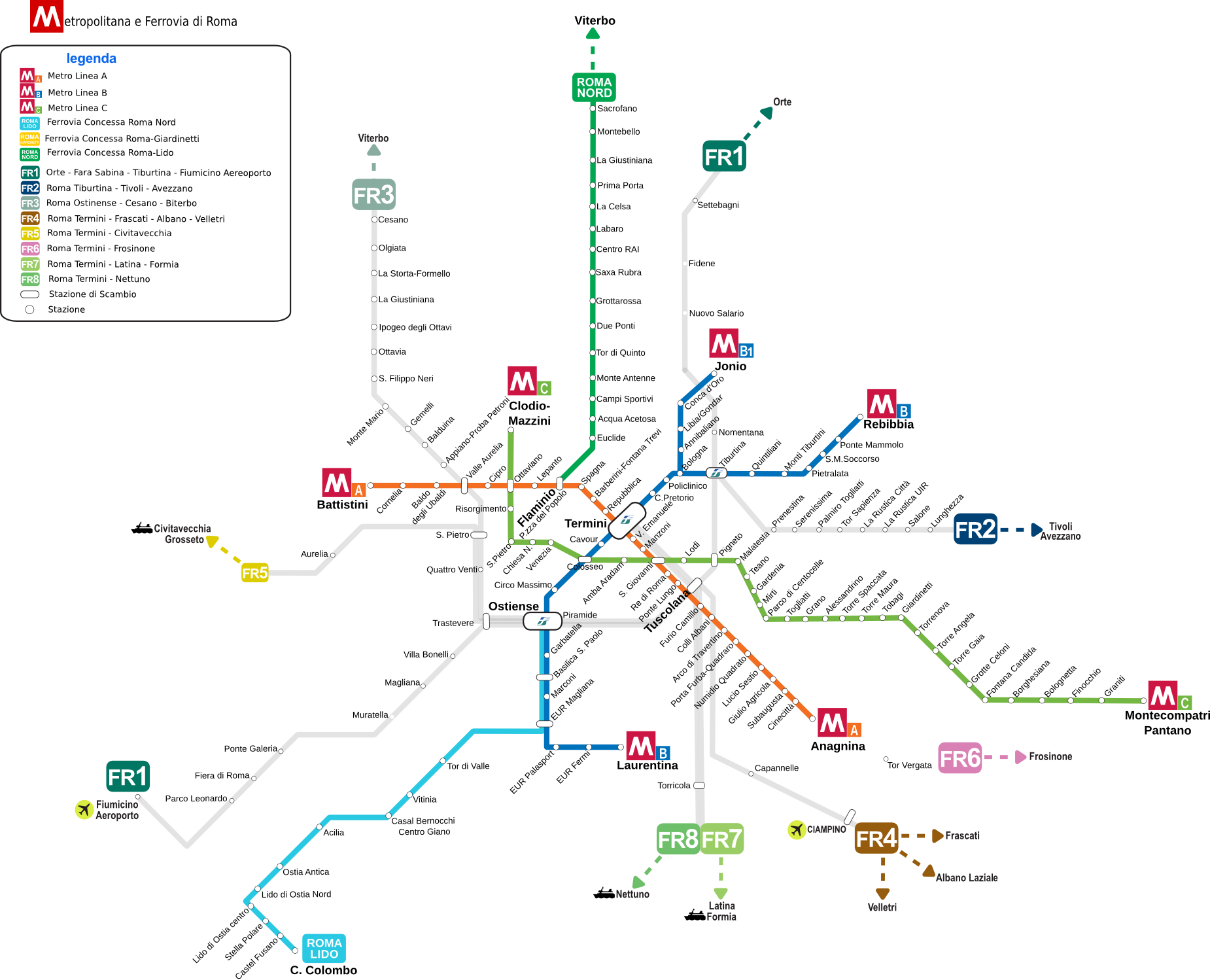
Plan général du réseau métropolitain et ferroviaire de Rome avec l'extension de la ligne C vers le nord-ouest.

### Prolongement de la ligne A en projet
Une extension de Battistini à Gra Boccea, soit 13 km, a été proposé, sans suite. En 2009, deux extensions furent proposées, Battistini – Torrevecchian (2 km, 2 stations) et Anagnina – Romanina (3 km, 3 stations), sans suite.

### Prolongement de la ligne B en projet
Une extension de Rebibbia à Setteville (8 km, 5 stations) était prévue pour un appel d'offres en 2005 qui n'a pas eu lieu. En 2009, furent proposées les extensions de Rebibbia à Casal Monastero (3,5 km, 3 stations), de Laurentina à Trigoria (6 km, 4 stations) et sur la branche B1 de Jonio à Bufalotta. La création d'une branche B2 de Piramide à Portuense, soit 8 km, a également été proposé.
En 2015, un prolongement de la ligne B au-delà de Rebibbia est planifié[réf. nécessaire].

### Prolongement de la ligne C en construction
Les travaux pour l'extension de la ligne jusqu'à la station Piazza Venezia sont en cours. Il était prévu en juillet 2019 de mettre en service le prolongement jusqu'à la station Colosseo en 2022, la date a été reculée un an plus tard à 2025. Le financement du tunnel jusqu'à la station Piazza Venezia est assuré, mais pas celui de la station elle-même.
Il est prévu de prolonger la ligne vers le nord-ouest jusqu'à Clodio-Mazzini par une section souterraine passant par le centre-ville et à proximité du Vatican. Une fois achevée, la ligne devrait faire plus de 34,5 km, dont 17,6 km en souterrain, et comprendre deux stations de plus en correspondance avec les lignes B (station Colosseo) et A (station Ottaviano - San Pietro - Musei Vaticani ). Planifiée pour une ouverture à l'horizon 2030, la construction de la ligne accuse plusieurs années de retard.

### Construction de la ligne D en projet
C'est en décembre 2006 que le groupement Condotte d’Acqua/Pizzarotti, dont RATP Développement est partenaire, a été désigné promoteur chargé de la définition du projet de la future ligne D du métro de Rome. Cette ligne nord-sud de 20 km et 22 stations serait entièrement automatique. L’ouverture de son premier tronçon était prévue pour 2015. Cette quatrième ligne de métro, dont le projet fut décidé par le Conseil municipal en janvier 2005, dont le tracé serait à peu près parallèle à celui de la ligne B (nord-est de la ville vers l'EUR), desservirait d'autres quartiers du centre.
Il fut demandé en 2007 à la Banque européenne d'investissement un montant de prêts d'un milliard d'euros pour un coût total estimé à trois milliards d'euros.
En août 2009 parait un appel d'offres pour une concession de la ligne. Le démarrage des travaux était initialement prévu pour 2011 mais, en 2010, en raison des constatations de l'Autorité de contrôle des marchés publics, l'appel d'offres a été suspendu. En novembre 2012, l'appel d'offre a été annulé et le projet ajourné, faute de financement.
Un projet de relance date de 2019.

## Archéo-stations

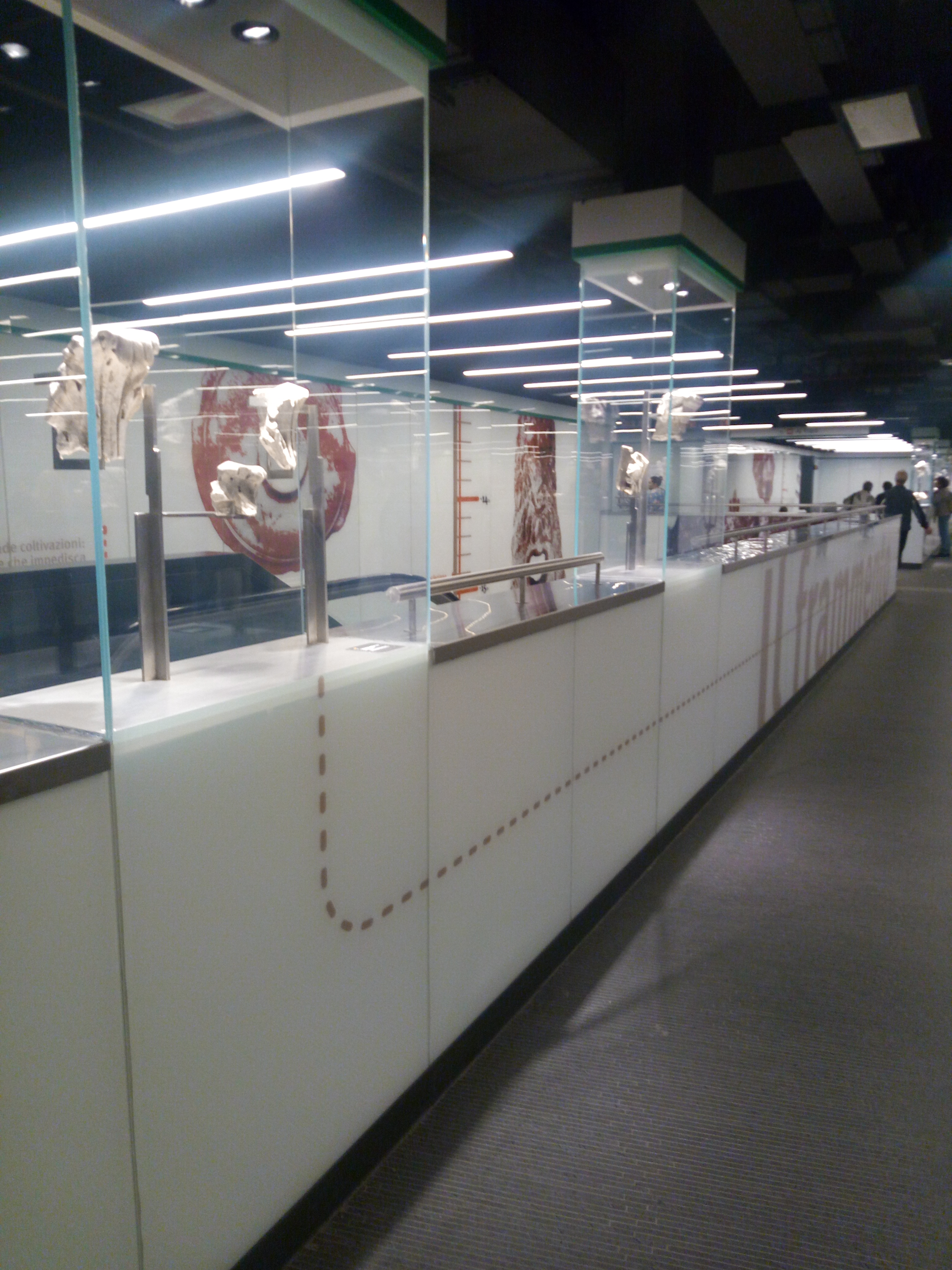
Vitrines d'exposition d'objets archéologiques, à l'intérieur de la station San Giovanni.

Les fouilles du tronçon central de la ligne C, notamment à partir de la station San Giovanni, ont vu naître un nouveau type de station à vitrines et autres dispositifs d'expositions, telles qu'on en connaît dans d'autres grandes capitales, comme la station Louvre - Rivoli à Paris .

### San Giovanni

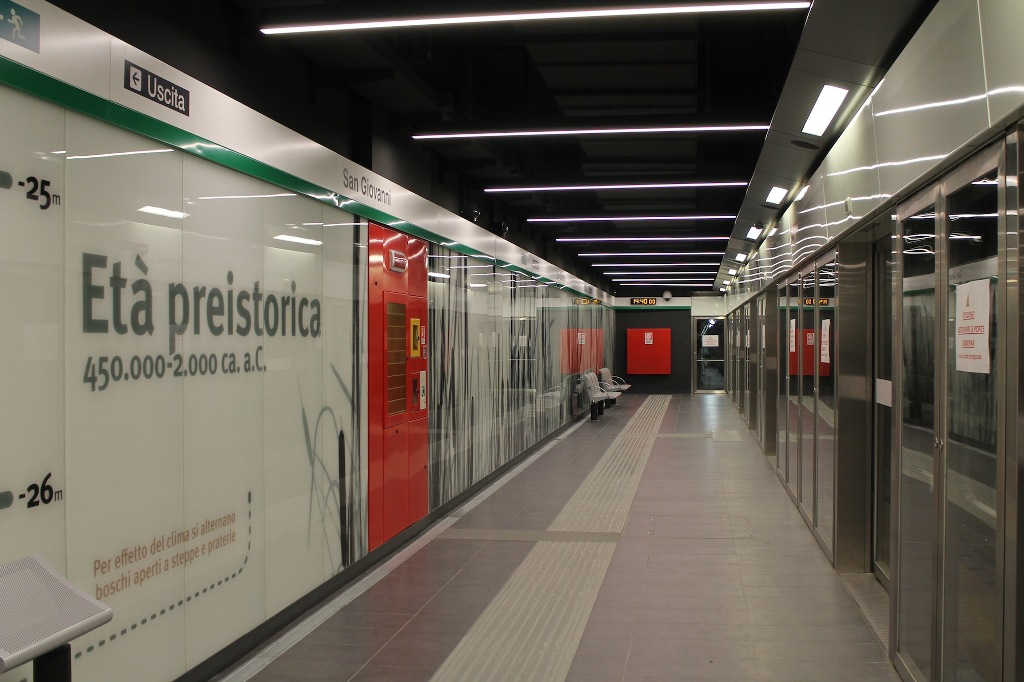
Station San Giovanni : quai avec panneaux muraux explicatifs.

La station San Giovanni, inaugurée le 12 mai 2018 est la première archéo-station du métro de Rome. Les fouilles, qui ont atteint une profondeur d'environ 20 mètres, ont permis l'exploration d'environ 21 couches archéologiques, jusqu'au terrain dit vierge, celui où la présence de l'homme n'est pas décelable.
L'exposition se caractérise par un parcours comprenant des vitrines, des panneaux explicatifs et une échelle temporelle des phases historiques qui suit le parcours des voyageurs depuis le niveau de l'atrium jusqu'à celui des quais :
- Premier niveau (atrium, en haut) : de l'époque contemporaine à la fin de l'époque impériale.
- Niveau de correspondance : de l'âge républicain à l'âge protohistorique archaïque.
- Niveau des quais : Préhistoire.

Parmi les diverses découvertes archéologiques, on trouve de petits éléments, tels que des bijoux en or, des pièces de monnaie, des poteries et des coquilles de mollusques ; de grandes amphores et des éléments de colonnes antiques, mais aussi des artéfacts de grande dimension, comme le grand bassin — le plus grand bassin à eau jamais découvert —, trouvé à l'intérieur d'une ferme de l'époque impériale.

### Porta Metronia
* Article détaillé : Caserne romaine des rues d'Amba-Aradam et Ipponio (it).
La station Porta Metronia, deuxième station archéologique de Rome, est encore en construction. Les fouilles ont permis de retrouver, à 9 m de profondeur, une caserne des environs du IIe siècle après J.-C., datant de l'époque d'Hadrien et comprenant 39 salles, dont 25 de dimensions 4 × 4 m, qui s'ouvrent sur un couloir central et sont enrichies de sols en noir et blanc, de mosaïques blanches et de murs ornés de fresques ; dans ce complexe, on a trouvé la maison du commandant, bâtiment d'environ 300 m2, avec des sols en opus spicatum.

### Venezia
En 2008, lors des fouilles pour la construction de la ligne C sous la Piazza Venezia, ont été découverts les vestiges de trois salles rectangulaires de l'époque impériale, destinées aux activités culturelles et donc identifiées comme l'athénée voulu par l'empereur Hadrien. La future station Venezia devrait rendre ces témoignages archéologiques accessibles au public.